# Martin Wegelius

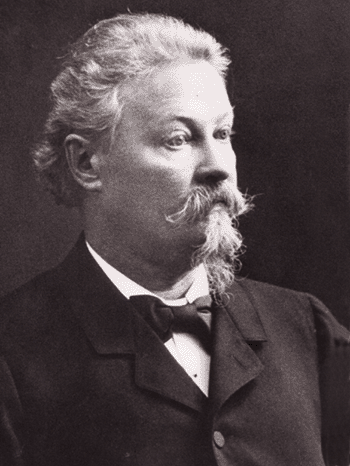
Martin Wegelius

Martin Wegelius, född 10 november 1846 i Helsingfors, död 22 mars 1906, var en finländsk tonsättare och musikpedagog. 

## Biografi
Wegelius blev student 1864, filosofie magister 1869, ägnade sig därefter åt musikteoretiska studier och komposition samt studerade i Wien och Leipzig, framför allt under ledning av Ernst Richter. Sedermera verkade han i Helsingfors som musiklärare, sånglärare och ledare för Akademiska Sångföreningen och för Sällskapet Muntra Musikanter samt var 1878–79 andre kapellmästare vid Finska operan. 
Wegelius, som var verksam vid grundläggandet av Helsingfors musikinstitut, blev, då denna anstalt i september 1882 öppnades, dess organisatör och dess direktor, vilken plats han till sin död innehade, varjämte han vid institutet handhade undervisningen i bland annat musikens teori och komposition samt körsång. 
Som kompositör anslöt sig Wegelius huvudsakligen till den tyska romantiska skolan. Största delen av hans kompositioner tillhör det vokala området: kantater för kör och orkester (Den 6 Maj, 1878, Julnatten, 1878, Promotionsmarsch med kör, 1882), körer a cappella (Till skogs en liten fågel flög, Aftonsång, 1890, Roddaren, 1891, Kung Liljekonvalje, Här nere), sånger vid piano (Karin Månsdotters vaggvisa) samt en mängd körbearbetningar av finländska folkvisor, både svenska och finska. Bland hans instrumentalkompositioner kan nämnas Ouverture till Daniel Hjort (1872) och Rondo quasi fantasia (1873). 
Även som skriftställare verkade Wegelius för det musikaliska livets höjande i Finland. Han var musikreferent i Helsingfors Dagblad och Finsk Tidskrift, publicerade uppsatser även i andra tidningar och tidskrifter samt utgav bland annat Lärobok i allmän musiklära och analys (1888–89), Hufvuddragen af den vesterländska musikens historia från den kristna tidens början till våra dagar (1891-93), Kurs i tonträffning (1893–95) och Lärobok i homofon sats, generalbas (1897). 
Wegelius var 1904–06 medlem av styrelsen för Svenska litteratursällskapet i Finland. Från 1904 var han ledamot av Musikaliska akademien i Stockholm. Han utövade, framför allt som direktor och lärare vid Helsingfors musikinstitut och som läroboksförfattare, stort inflytande på den finländska musikutvecklingen.
Han är begravd på Sandudds begravningsplats i Helsingfors.